# Fi Draconis
Fi Draconis (φ Dra / 43 Draconis / HD 170000) es un sistema estelar en la constelación del Dragón.
Según la tradición árabe es conocido como Batentabán Australis, mientras que en China era Shaou Pih, «el ministro menor».
Se encuentra a 303 años luz del sistema solar.
Fi Draconis consta de dos estrellas separadas 0,5 segundos de arco, Fi Draconis A y Fi Draconis B.
Fi Draconis A es, a su vez, una binaria espectroscópica —las componentes denominadas Aa y Ab— con un período orbital de 26,7 días y una separación entre ellas de 0,3 UA.
Aunque los parámetros de las distintas estrellas no son bien conocidos, se sabe que Fi Draconis Aa es una estrella blanca de la secuencia principal de tipo espectral A0p.
Tiene una temperatura efectiva aproximada de 11.300 K y es 185 veces más luminosa que el Sol. Su masa se sitúa en el rango de 3,2 - 3,4 masas solares. 
Además, es una estrella peculiar y variable Alfa2 Canum Venaticorum; presenta manchas magnéticas ricas en silicio y su campo magnético medio es 700 veces mayor que el campo magnético terrestre. Su velocidad de rotación —calculada a partir de las variaciones de brillo provocadas por las manchas magnéticas— es de 84 km/s, dando lugar a un período de rotación de 1,72 días.
Muy poco se sabe sobre su cercana acompañante, Fi Draconis Ab, cuya masa podría ser doble de la del Sol.
Por su parte, Fi Draconis B es también una estrella blanca de la secuencia principal —probablemente de tipo A4— cuya luminosidad es 30 veces mayor que la luminosidad solar. Su masa es de ~ 2,2 masas solares. 
Completa una órbita alrededor de la binaria Fi Draconis A cada 307,8 años y, aunque la separación media con ella es de 90 UA, la acusada excentricidad hace que ésta varíe entre 22 y 157 UA. El próximo periastro —mínima separación entre componentes— tendrá lugar en 2116.
El sistema tiene una edad estimada de 210 millones de años.